# Midtstuen
Midtstuen – naziemna stacja metra w Oslo, leżąca na trasie linii Holmenkollen (Linia 1), pomiędzy stacjami Skådalen a Besserud, w rejonie Vestre Aker. Stacja znajduje się najbliżej starej skoczni narciarskiej Midtstubakken. Stacja Midstuen znajduje się na wysokości 223,3 m n.p.m. Pierwotnie stacja nosiła nazwę Frognerseterveien, lecz nazwę tę zmieniono już w kilka miesięcy po otwarciu.  

## Historia
Stacja została otwarta w dniu 31 maja 1898 roku na trasie ówczesnej linii tramwajowej do Besserud. W dniu 22 października roku, pociąg wiozący 12 pasażerów doznał dużej awarii w układzie hamulcowym i wykoleił się, przewracając na Midtstuen. w wypadku zginęła jedna osoba a cztery zostały ciężko ranne